# Trikotna matrika
Trikotna matrika je posebna oblika matrik, ki imajo nad  ali pod glavno diagonalo vse elemente enake 0. Trikotne matrike so kvadratne matrike, ker imajo enako število vrstic in stolpcev.
Matrika, ki ima obliko
{\displaystyle \mathbf {L} ={\begin{bmatrix}l_{1,1}&&&&0\\l_{2,1}&l_{2,2}&&&\\l_{3,1}&l_{3,2}&\ddots &&\\\vdots &\vdots &\ddots &\ddots &\\l_{n,1}&l_{n,2}&\ldots &l_{n,n-1}&l_{n,n}\end{bmatrix}}}
se imenuje spodnje trikotna matrika (tudi spodnja trikotna matrika) ali levo trikotna matrika (tudi leva trikotna matrika).
Podobno je z matriko z obliko
{\displaystyle \mathbf {U} ={\begin{bmatrix}u_{1,1}&u_{1,2}&u_{1,3}&\ldots &u_{1,n}\\&u_{2,2}&u_{2,3}&\ldots &u_{2,n}\\&&\ddots &\ddots &\vdots \\&&&\ddots &u_{n-1,n}\\0&&&&u_{n,n}\end{bmatrix}}}
ki se imenuje zgornje trikotna matrika (tudi zgornja trikotna matrika) ali desno trikotna matrika (tudi desna trikotna matrika).
Za zgornje trikotno matriko velja {\displaystyle u_{ij}=0\,} za {\displaystyle i>j\,}. 
Za spodnje trikotno matriko pa {\displaystyle l_{ij}=0\,} za {\displaystyle i<j\,}.

## Značilnosti
Determinanta trikotne matrike je enaka zmnožku elementov na glavni diagonali.

## Gaussova matrika
Posebna oblika trikotne matrike je Gaussova matrika, ki ima vse elemente, ki niso v diagonali enaki 0, razen v enem stolpcu. Takšna matrika se imenuje tudi atomska zgornja/spodnja trikotna ali Gaussova transformacijska matrika. 
{\displaystyle \mathbf {L} _{i}={\begin{bmatrix}1&&&&&&&0\\0&\ddots &&&&&&\\0&\ddots &1&&&&&\\0&\ddots &0&1&&&&\\&&0&l_{i+1,i}&1&&&\\\vdots &&0&l_{i+2,i}&0&\ddots &&\\&&\vdots &\vdots &\vdots &\ddots &1&\\0&\dots &0&l_{n,i}&0&\dots &0&1\\\end{bmatrix}}.}
Inverzna matrika je zopet Gaussova matrika
{\displaystyle \mathbf {L} _{i}^{-1}={\begin{bmatrix}1&&&&&&&0\\0&\ddots &&&&&&\\0&\ddots &1&&&&&\\0&\ddots &0&1&&&&\\&&0&-l_{i+1,i}&1&&&\\\vdots &&0&-l_{i+2,i}&0&\ddots &&\\&&\vdots &\vdots &\vdots &\ddots &1&\\0&\dots &0&-l_{n,i}&0&\dots &0&1\\\end{bmatrix}},}.